# Gergely Kulcsár

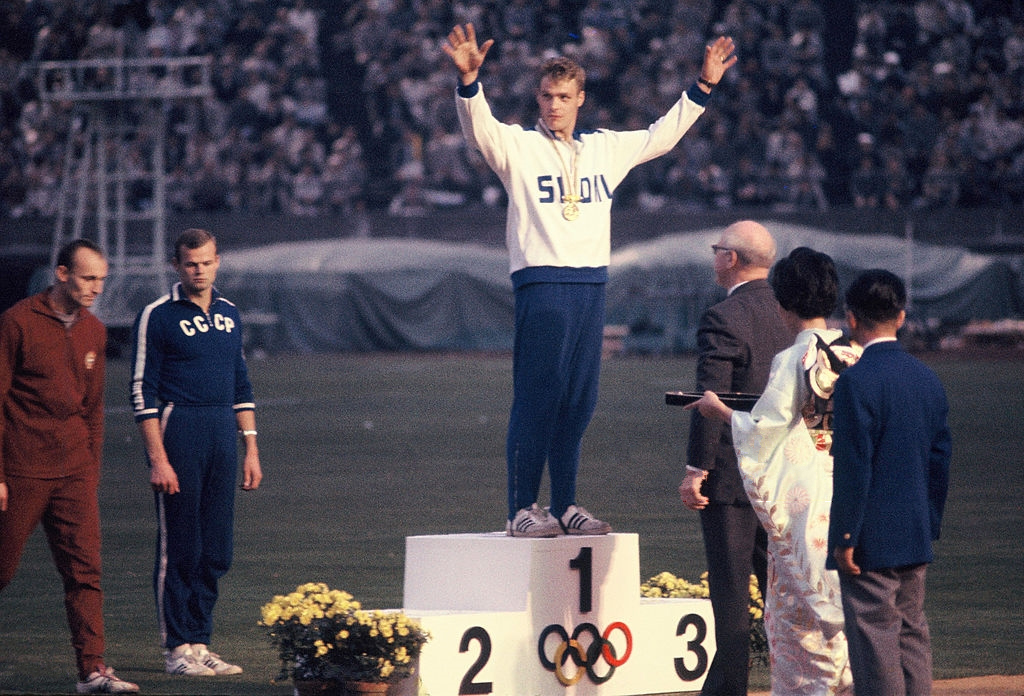
Gergely Kulcsár, Jānis Lūsis, Pauli Nevala podczas dekoracji na igrzyskach w Tokio 1964.jpg

Gergely Kulcsár (ur. 10 marca 1934 w Nagyhalász, zm. 12 sierpnia 2020 w Vácu) – węgierski lekkoatleta, specjalizujący się w rzucie oszczepem.
Trzykrotny medalista igrzysk olimpijskich (Rzym 1960, Tokio 1964, Meksyk 1968). Dwukrotnie zdobywał brązowe medale mistrzostw Europy (Sztokholm 1958 i Budapeszt 1966). Kulcsár ma w dorobku również złoty medal Uniwersjady (Sofia 1961). Rekord życiowy: 85,14 w 1971.